# Gilberto Reis (piłkarz)
Gilberto Reis Rocha (ur. 16 kwietnia 1986 w Coimbrze) – kabowerdyjski piłkarz występujący na pozycji obrońcy.

## Kariera klubowa
Reis rozpoczął w 2002 roku w drugoligowym zespole Lausanne Sports. W debiutanckim sezonie 2002/2003 zajął z nim 7. miejsce w lidze, jednak z powodu bankructwa, klub został zdegradowany do czwartej ligi. Tam rozpoczął występy od sezonu 2003/2004 pod nazwą FC Lausanne-Sport. W przeciągu dwóch sezonów Reis zanotował z klubem dwa awanse, najpierw do trzeciej ligi, a potem do drugiej. 
Następnie występował w innych drugoligowych zespołach – Yverdon-Sport FC oraz FC Le Mont, a także w trzecioligowym Meyrin FC. W 2011 roku wrócił do Le Mont, z którym w sezonie 2011/2012 spadł z trzeciej ligi do czwartej. Następnie w dwa sezony awansował z klubem o dwie ligi wyżej i w rozgrywkach 2015/2016 ponownie występował na drugim szczeblu rozgrywek.
W 2016 roku ponownie przeszedł do Yverdon-Sport FC, tym razem grającego w czwartej lidze i wywalczył z nim awans do wyższej ligi w sezonie 2016/2017. W 2018 roku odszedł do czwartoligowego Vevey United, a później przeniósł się do jego ligowego rywala, zespołu FC Echallens.
W drugiej lidze szwajcarskiej rozegrał 188 spotkań.

## Kariera reprezentacyjna
W reprezentacji Republiki Zielonego Przylądka Reis zadebiutował 27 maja 2008 w zremisowanym 1:1 towarzyskim meczu z Luksemburgiem. W drużynie narodowej rozegrał pięć spotkań, wszystkie w 2008 roku.